# Bad (마이클 잭슨의 노래)
〈Bad〉는 미국의 싱어송라이터 마이클 잭슨의 노래이다. 이 곡은 1987년 9월 7일 에픽 레코드에 의해 잭슨의 일곱 번째 스튜디오 음반  《Bad》의 두 번째 싱글로 발매되었다. 이 곡은 잭슨이 작사, 작곡했고 퀸시 존스와 잭슨이 프로듀싱했다. 잭슨은 이 노래가 그가 읽었던 한 젊은이가 사립학교에 다니면서 가난에서 벗어나려 했지만, 결국 그가 집으로 돌아왔을 때 살해당했다는 실제 이야기에서 영향을 받았다고 말했다.
〈Bad〉는 긍정적인 평가를 받았으며, 일부 비평가들은 〈Bad〉가 잭슨에게 더 날카로운 이미지를 주는 데 도움을 주었다고 언급했다. 이 곡은 빌보드 핫 100에서 1위에 올랐고, 2주 동안 그 자리에 머물렀으며, 음반의 두 번째 1위 싱글이자 잭슨의 여덟 번째 1위 싱글이 되었다. 이 곡은 또한 핫 R&B 싱글, 핫 댄스 클럽 플레이, 리듬 차트에서 1위를 차지했다. 〈Bad〉는 미국 음반 산업 협회로부터 플래티넘 인증을 받았다. 이 노래는 아일랜드, 노르웨이, 스페인, 네덜란드에서 1위를 차지했으며 호주, 오스트리아, 프랑스, 서독, 뉴질랜드, 스위스, 스웨덴, 영국에서도 10위권에 진입했다.
〈Bad〉의 단편 영화는 1987년 8월 31일 CBS에서 황금 시간대에 TV 스페셜 《마이클 잭슨: 더 매직 리턴즈》를 통해 초연되었다. 마틴 스콜세지가 감독을 맡았으며, 웨슬리 스나이프스와 함께 첫 출연을 했다. 영화 《웨스트 사이드 스토리》에서 부분적으로 영감을 받은 이 비디오는 호이트셰르머혼 스트리트 역을 배경으로 한 지하철역에서 춤을 추는 잭슨과 한 무리의 갱단들을 보여준다. 비평가들은 잭슨의 의상이 패션에 영향을 미친 가장 상징적인 비디오이자 가장 위대한 비디오 중 하나라고 말했다.

## 구성
이 곡은 공통적으로 A단조의 키와 시간 서명이 되어 있다. 음높이는 표준 음높이 A440 Hz에서 최대 약 A454 Hz까지 전체 음색의 거의 1/4을 높인다. 잭슨의 보컬 범위는 G3부터 A5까지이다. 그 트랙은 분당 114박자의 템포를 가지고 있다. 메인 베이스라인은 펜타토닉 블루스 스케일에 기반을 두고 있다.
〈Bad〉는 〈Hit the Road Jack〉의 부활된 시리즈로 간주되었다. 데이비트 시거슨은 《롤링 스톤》 매거진에 "잭슨이 '지금 당장 전 세계가 답해야 한다'고 선언했을 때, 그는 자신의 비범한 스타덤에 대해 자랑하는 것이 아니라 사실의 진술을 하고 있는 것이다"라고 썼다. 오히려, 그는 덜 펑크 왕족들의 자기 숙식을 불태우고, 변덕스러운 대중들을 초대하여 감히 그를 쫓아내고 있다." 시거슨은 이 트랙을 제임스 브라운의 곡과 비교했는데, 그의 〈It's Man's Man's World〉는 이 곡에 대한 네 가지 색조 음표 금관 도입부에 의해 공개적으로 참조되었다. 가사로 〈Bad〉는 사람들에게 자랑을 함으로써 자신이 터프하다는 것을 증명하는 것과 관련이 있는데, 잭슨은 "누가 나쁘냐"고 묻는다.

## 차트 성과
〈Bad〉는 1987년 10월 10일 빌보드 핫 100에서 8위로 톱 10 안에 들었고, 1987년 10월 24일 1위를 정점으로 2주 연속 1위를 지켰다. 〈Bad〉는 잭슨의 《Bad》 음반의 빌보드 핫 100에서 두 번째 1위 싱글이자, 잭슨의 여덟 번째 1위 싱글이었다. 이 곡은 빌보드 핫 R&B 싱글과 빌보드 핫 댄스 클럽 플레이에서도 1위를 차지했다. 〈Bad〉는 국제적으로 상업적으로 성공을 거두었고, 일반적으로 톱 10 안에 들었으며, 일부 차트에서 1위를 차지했다. 〈Bad〉는 1987년 9월 26일 영국 차트에서 5위로 데뷔했다. 그 다음 주, 이 곡은 2주 동안 머물렀던 최고 순위인 3위에 올랐다. 1987년 11월 7일 캐나다 음악 차트에서 5위를 차지했고 1987년 10월 14일 스웨덴에서는 4위를 기록했다. 이 노래는 4주 동안 차트 10위 안에 들었다. 10월 3일, 〈Bad〉는 프랑스에서 9위로 데뷔하였고, 6주간의 10위권 내 진입 이후, 11월 14일 4위로 정점을 찍었고, 10월 18일 뉴질랜드 음악 차트에서 4위로 데뷔하였으며, 그 다음 주에는 2위로 정점을 찍었다. 이후 5주 동안 10위 안에 머물렀다. 이 곡은 1987년과 1988년에 15주 동안 상위 50위 안에 들었다.
이 노래는 1987년 노르웨이에서 39주 만에 2위를 차지했고, 1987년에는 8주 동안 10위 안에 들었다. 이 곡은 호주 음악 차트에서도 4위를 차지하며 큰 성공을 거두었다. 〈Bad〉는 1987년 11월 1일 오스트리아 차트에 10위로 데뷔했다. 그 다음 주에는 톱 10에 진입했고 그 다음 주에는 최고 순위인 9위로 다시 톱 10에 진입했다. 1987년 9월 9일 네덜란드에서 87위로 데뷔했다. 그 다음 주에는 11위로 올라갔는데, 이는 전주보다 73계단 상승한 수치이다. 이 노래는 1위를 차지했고, 2주 연속 1위를 지켰다. 2006년, 잭슨의 음악은 그의 《Visionary》 음반에 재발매되면서 차트에 다시 진입했다. 이 곡은 2006년 4월 4일 처음으로 스페인 차트에 진입했고 1위로 데뷔했다. 〈Bad〉는 9주 연속 상위 20위 안에 머물렀다. 이 노래는 4월 6일 이탈리아에서 5위로 정점을 찍었고, 2009년 6월 잭슨이 사망한 후 그의 음악은 다시 전 세계 차트에 진입했다. 7월에는 이탈리아에서 11위, 스페인에서 20위, 스웨덴에서 25위, 덴마크에서 37위, 영국에서 40위로 정점을 찍었다.

## 평가
〈Bad〉는 현대 음악 비평가들로부터 좋은 평가를 받았다. 일부 비평가들은 이 노래가 잭슨의 이미지가 더 날카로워지는 데 도움을 주었다고 언급했다. 《롤링 스톤》 매거진의 작가인 데이비트 시거슨은 이 트랙은 "방어"가 필요하지 않다고 언급했고 그는 일반적으로 이 곡에서 잭슨의 보컬 연기를 칭찬했다. 올뮤직의 스티븐 토마스 얼와인은 음반의 다른 두 곡과 함께 〈Bad〉를 음반의 11개 트랙 중 최고의 선택으로 꼽았다. 곡에 대한 별도의 리뷰에서 얼와인은 잭슨의 보컬이 "그는 제임스 브라운과 마비스 스테이플스의 사랑스런 아이처럼 들렸다"고 평했고 "음악적으로 말하자면, 이 경우, 〈Bad〉는 매우 좋다"고 덧붙였다. 그는 또한 트랙의 "권위와 자랑이 잭슨을 인간적으로 만드는 데 도움이 되었고 그의 이미지를 변화시켰다"고 언급하며 "그가 쓰레기처럼 말하고 자신의 더 큰 후원자가 되는 것을 듣는 것은 재미있었다"고 말했다. 야후! 뮤직의 제니퍼 클레이는 잭슨의 새로운 엣지있는 이미지가 "좀 더 삼키기 힘든" 것이었지만, 음반의 곡인 〈Bad〉, 〈Man in the Mirror〉, 〈Dirty Diana〉에서 음악적으로 작동했다고 언급했다.

## 뮤직 비디오
〈Bad〉의 전체 뮤직 비디오는 소설가이자 시나리오 작가인 리처드 프라이스가 쓰고 마이클 채프먼이 촬영하고 마틴 스콜세지가 감독한 18분짜리 단편 영화이다. 이 비디오는 1986년 11월부터 12월까지 브루클린에서 6주간 촬영되었다. 이 비디오는 1961년 영화 《웨스트 사이드 스토리》, 특히 "쿨" 시퀀스에 대한 많은 언급을 가지고 있다. 비디오는 상업적으로 발매된 버전과 달리 다른 버전의 노래를 사용했다. 중간에 다른 오르간 솔로를 사용한 이 버전은 아직 상업적으로 출시되지 않았다.
이 비디오에서 잭슨은 값비싼 사립학교에서 막 학기를 마친 대릴이라는 이름의 십대를 연기한다. 그는 도시로 돌아와 지하철을 타고 소외된 동네로 돌아간다. 대릴은 옛 친구들로부터 환영을 받는 그의 집이 비어있다는 것을 알게 된다. 이 그룹의 리더는 미니 맥스(당시 거의 알려지지 않은 웨슬리 스나이프스)이다. 처음에는 다정하지만 약간 어색한 관계다. 그러던 중 갱들이 대릴이 얼마나 변했는지 깨닫기 시작하면서 상황은 악화되기 시작한다. 그들은 특히 그가 그들의 범죄 활동에 얼마나 불편해졌는지 알아챈다. 대릴은 친구들에게 자신이 나이 든 남자를 털어서 여전히 "나쁜" 사람이라는 것을 보여주기 위해 갱단을 지하철역(브루클린의 호이트셰르머혼 스트리트 역)으로 데려간다. 그는 막판에 마음이 바뀌었고 미니 맥스는 대릴에게 더 이상 나쁘지 않다고 말하며 그를 꾸짖는다. 미니 맥스가 더 무례하게 굴자 비디오는 대릴과 길거리 아이들이 춤을 추는 모습을 보여준다. 대릴은 맥스가 대릴의 실패에 가까운 추락을 향해 가고 있다고 주장한다. 결국 미니 맥스는 그것을 받아들이고 마지막 악수를 한 후 대릴을 평화롭게 떠난다. 영상 말미, 대릴은 그의 갱들이 떠나는 것을 홀로 지켜본다.

## 곡 목록 및 포맷
| - 영국 7인치 싱글 1. "Bad" (7" single mix) – 4:06 2. "Bad" (dance remix radio edit) – 4:54 - 영국 12인치 싱글 1. "Bad" – 4:06 2. "Bad" (dance extended mix includes "false fade") – 8:24 3. "Bad" (dub version) – 4:05 4. "Bad" (a cappella) – 3:49 - 미국 / 유럽 7인치 싱글 1. "Bad" – 4:06 2. "I Can't Help It" – 4:28 - 미국 CD 싱글 1. "Bad" (dance extended mix; includes "false fade") – 8:24 2. "Bad" (7" single mix) – 4:06 3. "Bad" (dance remix radio edit) – 4:54 4. "Bad" (dub version) – 4:05 5. "Bad" (a cappella) – 3:49 | 《Visionary》 싱글 - CD 사이드 1. "Bad" (7" single mix) – 4:06 2. "Bad" ("false fade" dance extended mix) – 8:22 - DVD 사이드 1. "Bad" (music video (short version)) – 4:20 2. "Bad" (music video) – 18:06 |

## 인증
|refname="bpi"|access-date=August 4, 2017}}
| 국가                                                                                         | 인증     | 판매량/출하량 |
| -------------------------------------------------------------------------------------------- | -------- | ------------- |
| 오스트레일리아 (ARIA)                                                                        | 플래티넘 | 70,000^       |
| 프랑스 (SNEP)                                                                                | 실버     | 250,000*      |
| 영국 (BPI)                                                                                   | 골드     | 491,000       |
| 미국 (RIAA)                                                                                  | 플래티넘 | 1,000,000     |
| *판매량을 기반으로 한 인증 · ^출하량을 기반으로 한 인증 · 판매량+스트리밍을 기반으로 한 인증 |          |               |